# Gran Premio de Azerbaiyán
El Gran Premio de Azerbaiyán, es una carrera puntuable en el Campeonato Mundial de Fórmula 1 desde la temporada 2017, que se disputa en la ciudad de Bakú, capital de Azerbaiyán, en el Circuito callejero de Bakú.
Debido a los resultados favorables en la carrera disputada en 2016, la FIA decidió dotar a este Gran Premio de una denominación propia a partir del siguiente año.

## Ganadores
| Año  | Piloto           | Equipo/Motor        | Circuito       | Resultados     |                |
| ---- | ---------------- | ------------------- | -------------- | -------------- | -------------- |
| 2017 | Daniel Ricciardo | Red Bull-TAG Heuer  | Bakú           | Resultados     |                |
| 2018 | Lewis Hamilton   | Mercedes            | Bakú           | Resultados     |                |
| 2019 | Valtteri Bottas  | Mercedes            | Bakú           | Resultados     |                |
| 2020 | No se disputó.   | No se disputó.      | No se disputó. | No se disputó. | No se disputó. |
| 2021 | Sergio Pérez     | Red Bull-Honda      | Bakú           | Resultados     |                |
| 2022 | Max Verstappen   | Red Bull-RBPT       | Bakú           | Resultados     |                |
| 2023 | Sergio Pérez (2) | Red Bull-Honda RBPT | Bakú           | Resultados     |                |
| 2024 | Oscar Piastri    | McLaren-Mercedes    | Bakú           | Resultados     |                |

## Estadísticas

### Pilotos con más victorias
| Victorias | Piloto           | Años       |
| --------- | ---------------- | ---------- |
| 2         | Sergio Pérez     | 2021, 2023 |
| 1         | Daniel Ricciardo | 2017       |
| 1         | Lewis Hamilton   | 2018       |
| 1         | Valtteri Bottas  | 2019       |
| 1         | Max Verstappen   | 2022       |
| 1         | Oscar Piastri    | 2024       |

### Constructores con más victorias
| Victorias | Constructor | Años                   |
| --------- | ----------- | ---------------------- |
| 4         | Red Bull    | 2017, 2021, 2022, 2023 |
| 2         | Mercedes    | 2018, 2019             |
| 1         | McLaren     | 2024                   |

### Motores con más victorias
| Victorias | Motor      | Años             |
| --------- | ---------- | ---------------- |
| 3         | Mercedes   | 2018, 2019, 2024 |
| 1         | TAG Heuer  | 2017             |
| 1         | Honda      | 2021             |
| 1         | RBPT       | 2022             |
| 1         | Honda RBPT | 2023             |